# Borkou Yala
Le Borkou Yala est un des 2 départements composant la région du Borkou au Tchad. Il a été créé par l'ordonnance no 002/PR/08 du 19 février 2008. Son chef-lieu est Kirdimi.

## Subdivisions
Le département du Borkou Yala est divisé en deux sous-préfectures :
- Kirdimi
- Yarda

## Administration
Liste des administrateurs :
Préfets du Borkou Yala (depuis 2008) :
- 9 octobre 2008 : Choua Hemchi[2]